# نادي كارابوبو
نادي كارابوبو لكرة القدم (بالإسبانية: Carabobo FC) هو فريق كرة قدم فنزويلي يلعب في الدوري الفنزويلي الممتاز . يقع مقره في فالنسيا.